# Helmut Lübke
Helmut Franz Lübke (* 10. Juni 1936 in Rheda; † 3. Oktober 2006 auf dem Kilimandscharo, Kenia) war ein deutscher Unternehmer.

## Leben
Helmut Lübke, ein gelernter Schreiner, gründete mit 18 Jahren im Jahre 1954 unter Beteiligung des Fürsten zu Bentheim-Tecklenburg den Polstermöbelhersteller COR Sitzmöbel. 1994 übergab er die Leitung des Unternehmens an seinen Sohn Leo Lübke. Ein Jahr später übernahm er selbst als geschäftsführender Gesellschafter die Leitung des in die Krise geratenden Schwesterunternehmens Interlübke, einem Möbelhersteller hervorgegangen aus der Schreinerei Gebr. Lübke GmbH & Co.KG seines Vaters und Onkels.
Er engagierte sich in zahlreichen Fachgremien. 1966 wurde er Vorstandsvorsitzender des Verbandes der Deutschen Polstermöbelindustrie. 1989 wurde er Fachbeirat der Internationalen Möbelmesse imm cologne in Köln. 1997 wurde er Präsident des Hauptverbandes der Deutschen Holz- und Kunststoffe verarbeitenden Industrie und verwandter Industriezweige e.V. (HDH) sowie in Personalunion des Verbandes der Deutschen Möbelindustrie e.V. (VDM). Zudem war er Vorstand des Verbandes der Holzindustrie und Kunststoffverarbeitung Westfalen-Lippe und Präsidiumsmitglied der Bundesvereinigung der Deutschen Arbeitgeberverbände (BDA). Er war Vorstandsmitglied des Internationalen Design Zentrums Berlin (IDZ). 2001 wurde er als Nachfolger von Randolf Rodenstock Präsident des Rates für Formgebung.
1971 wurde der Katholik Helmut Lübke von Kardinal-Großmeister Eugène Kardinal Tisserant zum Ritter des Ritterordens vom Heiligen Grab zu Jerusalem ernannt und am 4. Dezember 1971 im Kaiserdom St. Bartholomäus in Frankfurt am Main durch Lorenz Kardinal Jaeger, Großprior der deutschen Statthalterei, investiert. Er engagierte sich für verschiedene Sozialprojekte im Heiligen Land.
Lübke verstarb unerwartet an den Folgen eines Herzversagens während einer Bergtour am Kilimandscharo in Kenia.

## Ehrungen und Auszeichnungen
- Ritter vom Heiligen Grab (1971)
- Bundesverdienstkreuz 1. Klasse des Verdienstordens der Bundesrepublik Deutschland (2005)